# Hejőpapi
Hejőpapi község Borsod-Abaúj-Zemplén vármegye Mezőcsáti járásában.

## Fekvése
Miskolctól 21 kilométerre délre található. A környező települések:
Hejőbába (7 kilométerre keletre), Hejőszalonta (5 kilométerre északra), Igrici (6 kilométerre délre), a legközelebbi város Nyékládháza 14 kilométerre északra. Közvetlenül határos még északkelet felől Szakálddal, délkelet felől Nemesbikkel, nyugat felől pedig Emőddel is.

### Megközelítése
Közúton Nyékládháza és Mezőcsát felől is a 3307-es úton érhető el, mely a belterületének nyugati széle mellett halad el; Hejőbábával a 3312-es út köti össze; ez szolgál a község főutcájaként is. Az ország távolabbi részei felől a legegyszerűbben az M3-as autópályán közelíthető meg a legegyszerűbben, amely a község déli határában halad el, és csomópontja is van ott.
A hazai vasútvonalak közül (bezárásáig) a Mezőcsát–Hejőkeresztúr-vasútvonal érintette, melynek egy megállási pontja volt itt; Hejőbába-Hejőpapi megállóhely közvetlenül a két névadó település határvonalán létesült, nem messze a 3312-es út vasúti keresztezésétől, közúti elérését az abból kiágazó, rövidke 33 311-es számú mellékút biztosította.

## Története
A környék már az őskorban is lakott volt. 1261-ben Poph néven említik először. Az egri püspökség birtoka volt, neve is a „pap” szóból ered. A 16. században a törökök többször feldúlták, de csak a mezőkeresztesi csata (1596) után néptelenedett el. A 18. század elején lassan újra benépesült.
Jelentős volt a káposztatermesztés és a cirokseprű-készítés, évente mintegy tízezer cirokseprűt vittek értékesíteni a miskolci piacokra. 1906-ban megépül a vasútvonal Mezőcsát és Nyékládháza között - ezen Hejőbábával közös vasútállomása volt.
A világháborúk sok szenvedést hoztak a falunak, több lakója elesett a fronton, a vasútvonalat és a hidakat felrobbantották, a vasútállomást felgyújtották. 1944 novemberének elején a falut bombatámadás érte, majd elfoglalták a szovjetek. A fejlődés csak 1955 után indult meg újra, ekkor vezették be a villanyt.
2007. március 4-én a mezőcsáti szárnyvonalon megszűnt a személyszállítás.

## Közélete

### Polgármesterei
- 1990–1994: Kozma László (független)[3]
- 1994–1998: Kopcsó László (független)[4]
- 1998–2002: Kopcsó László Zoltán (független)[5]
- 2002–2006: Kopcsó László Zoltán (független)[6]
- 2006–2010: Kopcsó László Zoltán (független)[7]
- 2010–2014: Kopcsó László Zoltán (független)[8]
- 2014–2019: Miskolci Tibor (független)[9]
- 2019–2024: Miskolci Tibor (független)[10]
- 2024– : Miskolci Tibor (független)[1]

## Népesség
A település népességének változása:
| Lakosok száma | 1196 | 1150 | 1152 | 1041 | 1020 | 1024 | 1026 |
|               | 2013 | 2014 | 2015 | 2021 | 2022 | 2023 | 2024 |

2001-ben a település lakosságának 94%-a magyar, 6%-a cigány nemzetiségűnek vallotta magát.
A 2011-es népszámlálás során a lakosok 66,4%-a magyarnak, 5,8% cigánynak, 0,4% németnek, 0,2% románnak mondta magát (33,5% nem válaszolt; a kettős identitások miatt a végösszeg nagyobb lehet 100%-nál). A vallási megoszlás a következő volt: római katolikus 11,7%, református 27,6%, görögkatolikus 1,2%, evangélikus 0,2%, felekezeten kívüli 12,5% (45,6% nem válaszolt).
2022-ben a lakosság 85%-a vallotta magát magyarnak, 2% cigánynak, 0,3% németnek, 0,4% ruszinnak, 0,2% románnak, 1,5% egyéb, nem hazai nemzetiségűnek (14,9% nem nyilatkozott; a kettős identitások miatt a végösszeg nagyobb lehet 100%-nál). Vallásuk szerint 7% volt római katolikus, 21,7% református, 0,8% görög katolikus, 1,5% egyéb keresztény, 0,2% evangélikus, 23,6% felekezeten kívüli (43,3% nem válaszolt).

## Nevezetességei
- Kisboldogasszony római katolikus templom
- Református templom

A gyülekezet 1730-ban kezdte építeni templomát, amihez 1745-ben hozzáépítettek egy fatornyot. Ez 1817 márciusáig állt fenn, akkor cserélték fel egy kőtoronnyal. 1964. január 24-én az épület teljesen leégett, az újjáépített templom felszentelésére 1966. szeptember első vasárnapján került sor.
- 2008-ban a falu határában egy hulladéklerakó bővítéséhez kapcsolódó megelőző régészeti kutatás során leletekben gazdag kelta temetőre bukkantak. A kevés sírból álló, Kr. e. 3-2. századi temető érdekessége, hogy a megszokottól eltérően csontvázas sírt is találtak. A leletek a miskolci Herman Ottó Múzeumba kerültek.[14]

## Ismert személyek
- Itt született 1882-ben Szilvássy Pál magyar gazdálkodó, Borsod vármegyei helyi politikus, országgyűlési képviselő.